# Bankgebouw Ledeboer
Bankgebouw Ledeboer, Wierdensestraat 2, Almelo is een voormalig bankgebouw in het centrum van Almelo.
Het gebouw staat op hoek van De Waag en de Wierdensestraat naast het voormalig Paleis van Justitie en is in gebruik als restaurant. De firma Ledeboer & Co was een voorloper van de Twentse Bank.
Herman Hazewinkel (Stichting Ledeboer & Co) heeft het pand in 2015 aangekocht om er een combinatie van kantoren, huurappartementen, horeca en cultuur in onder te brengen.